# First Love, Last Rites
First Love, Last Rites è un film del 1997 diretto da Jesse Peretz, basato sull'omonimo racconto di Ian McEwan.

## Trama
Louisiana. Sissel e Joey sono due giovani amanti che scoprono se stessi sessualmente ma che non si legano mai veramente. Joey lavora con il padre di Sissel pescando anguille e Sissel trascorre le sue giornate facendo lavori banali in fabbrica. Tuttavia, la loro relazione viene turbata dalla gelosia e dai problemi di comunicazione tra i due.

## Colonna sonora
La colonna sonora del film è stata composta ed eseguita da Shudder to Think, con cantanti come Robin Zander di Cheap Trick e Billy Corgan degli Smashing Pumpkins che hanno dato la loro voce per molte delle tracce. Nonostante la scarsa considerazione della critica verso il film, la colonna sonora ha ricevuto recensioni positive.

## Accoglienza
Su Rotten Tomatoes il film ha un indice di gradimento del 40% sulla base delle recensioni di 10 critici.